# 尾形佳紀
尾形 佳紀（おがた よしのり、1978年8月5日 - ）は、北海道札幌市東区出身の元プロ野球選手（内野手、外野手）。右投左打。
現在は広島東洋カープのスカウト。

## 来歴

### プロ入り前
小学生のころ陸上の選手が足らず、先生に頼まれてハードルの陸上大会に出場した。厚木ブラウンズで本格的に野球を始める。
日大藤沢高校では2年時の夏の甲子園でベスト16、3年夏は県大会準優勝。（兄も同校出身でエースとして、プロ複数球団から注目された逸材であった。）その後、高校時代に甲子園出場へ導いた鈴木博識監督率いる日大に進学。1年時は2部リーグもレギュラーとなり、2年春から1部。東都大学1部リーグ通算48試合出場、158打数40安打、打率.253、5本塁打、13打点。4年生時は主将を務め、秋季のリーグ戦でベストナインを獲得。しかし右膝前十字靱帯を断裂し、プロからは声がかからなかった。
卒業後、ホンダに入社。当時のホンダは都市対抗野球大会に出場できない低迷期にあり、2002年には新日鐵君津、2003年には日本通運の補強選手として都市対抗野球大会に出場した。2003年のドラフト4巡目で広島東洋カープに指名され入団。

### プロ入り後
2004年、7月27日の読売ジャイアンツ戦で初出場。翌7月28日に2番二塁手で初めて先発出場し、上原浩治からプロ初安打を放つ。この試合以降、8月までは3割を超える打率をキープ。8月にはほぼ全試合で1番・二塁手に定着し、遊撃手や中堅手でも起用され、1年目からユーティリティーぶりを発揮した。9月には不振に陥ったが、打率.250、4本塁打、4盗塁と1年目としては結果を残した。
2005年、アンディ・シーツの阪神移籍により1番・遊撃手で開幕スタメン出場。その後、39試合連続で1番・遊撃手を務めた。打率は3割を超え6本塁打を打つなど結果を出していたが、5月28日の西武ライオンズ戦で古傷である右膝前十字靱帯を再び断裂。この故障の影響でシーズンの残りを欠場。出場47試合にもかかわらず失策数は遊撃手としてリーグ最多の12個で、盗塁数9個はチーム最多だった。
2006年、1月から練習を再開、開幕戦からの復帰を目指していたが、3月中旬に再び右膝の違和感を訴えた。検査の結果「右膝大腿骨滑車面軟骨損傷」の診断を受け、軟骨の欠損を修復する内視鏡手術を受けた。一軍出場なしに終わった。
2007年、ケガの再発を防ぐため足の負担の少ない外野手へ転向した。一軍でも二軍でもすべて外野手として出場。3月30日の阪神タイガースとの開幕戦（京セラドーム大阪）で途中出場。約2年ぶりの公式戦で、タイムリーヒットを含む3打数2安打の活躍。その後は一軍と二軍を行き来するが、8月24日には巨人の三木均からプロ入り初のサヨナラホームランを放ち、ヒーローインタビューで涙を流した。秋季キャンプからは、阪神にFA移籍した新井貴浩の穴を埋めるため三塁手の練習も行った。
2008年、足のサポーターを外し、三塁手としてシーズンに臨む。春季キャンプでは三塁の助っ人として新加入したスコット・シーボルの対抗馬筆頭だったが、オープン戦では攻守に安定性を欠き、開幕二軍スタートとなった。二軍でも三塁を狙う選手が多く打撃の調子も今一つでなかなかスタメン出場できず、この年も一軍出場はなしに終わった。
2009年、再び外野手としての出場が中心となる。6月17日に約2年ぶりの一軍昇格を果たすが、わずか1試合1打数の出場のみで二軍に降格。10月9日、戦力外通告を受け、現役を引退。カープのスカウト（関東地区の担当）に転身した。担当選手には鈴木誠也や田中広輔、森下暢仁などがいる。

## 選手としての特徴・人物
俊足巧打の内野手。“天才的”と称される打撃センスと勝負強さが魅力。守備では内・外野複数ポジションをこなすユーティリティープレイヤー。本職は内野手であるが、度重なる故障の影響で一時外野手に専念していた。
真面目で礼儀正しい性格の持ち主。広島スカウト統括部長の苑田聡彦はその人柄を買っており、尾形の引退後はスカウトに任命することを決めていたという。

## 詳細情報

### 年度別打撃成績
| 年 度     | 球 団     | 試 合 | 打 席 | 打 数 | 得 点 | 安 打 | 二 塁 打 | 三 塁 打 | 本 塁 打 | 塁 打 | 打 点 | 盗 塁 | 盗 塁 死 | 犠 打 | 犠 飛 | 四 球 | 敬 遠 | 死 球 | 三 振 | 併 殺 打 | 打 率 | 出 塁 率 | 長 打 率 | O P S |
| --------- | --------- | ----- | ----- | ----- | ----- | ----- | -------- | -------- | -------- | ----- | ----- | ----- | -------- | ----- | ----- | ----- | ----- | ----- | ----- | -------- | ----- | -------- | -------- | ----- |
| 2004      | 広島      | 53    | 228   | 208   | 27    | 52    | 12       | 1        | 4        | 78    | 18    | 4     | 4        | 7     | 3     | 7     | 0     | 3     | 56    | 3        | .250  | .281     | .375     | .656  |
| 2005      | 広島      | 47    | 216   | 198   | 28    | 60    | 9        | 1        | 6        | 89    | 21    | 9     | 3        | 1     | 0     | 15    | 0     | 2     | 44    | 3        | .303  | .358     | .449     | .808  |
| 2007      | 広島      | 46    | 76    | 70    | 10    | 15    | 3        | 0        | 2        | 24    | 3     | 0     | 0        | 1     | 0     | 4     | 0     | 1     | 24    | 0        | .214  | .267     | .343     | .610  |
| 2009      | 広島      | 1     | 1     | 1     | 0     | 0     | 0        | 0        | 0        | 0     | 0     | 0     | 0        | 0     | 0     | 0     | 0     | 0     | 1     | 0        | .000  | .000     | .000     | .000  |
| 通算：4年 | 通算：4年 | 147   | 521   | 477   | 65    | 127   | 24       | 2        | 12       | 191   | 42    | 13    | 7        | 9     | 3     | 26    | 0     | 6     | 125   | 6        | .266  | .311     | .400     | .711  |

### 表彰
- JA全農Go・Go賞 （最多二・三塁打賞：2004年8月）

### 記録
- 初出場：2004年7月27日、対読売ジャイアンツ19回戦（東京ドーム）、8回表に前田智徳の代走として出場
- 初先発出場：2004年7月28日、対読売ジャイアンツ20回戦（東京ドーム）、2番・二塁手として先発出場
- 初安打：同上、6回表に上原浩治から中前安打
- 初盗塁：2004年7月29日、対読売ジャイアンツ21回戦（東京ドーム）、4回表に二盗（投手：木佐貫洋、捕手：阿部慎之助）
- 初打点：同上、5回表に木佐貫洋から左中間へ2点適時三塁打
- 初本塁打：2004年8月8日、対中日ドラゴンズ20回戦（広島市民球場）、7回裏に岡本真也から右越同点2ラン

### 背番号
- 00 （2004年）
- 4 （2005年 - 2009年）